# Masivți, Hmelnîțkîi
Masivți (în ucraineană Масівці) este o comună în raionul Hmelnîțkîi, regiunea Hmelnîțkîi, Ucraina, formată numai din satul de reședință.

## Demografie
Componența lingvistică a comunei Masivți
     Ucraineană (94,89%)
     Rusă (2,44%)
     Română (1,22%)
     Alte limbi (0,33%)
Conform recensământului din 2001, majoritatea populației comunei Masivți era vorbitoare de ucraineană (94,89%), existând în minoritate și vorbitori de rusă (2,44%) și română (1,22%).